# Nico Hülkenberg
Nicolas „Nico“ Hülkenberg (* 19. August 1987 in Emmerich) ist ein deutscher Automobilrennfahrer. 
Er wurde 2009 Meister der GP2-Serie und debütierte 2010 in der Formel 1. Von 2017 bis  2019 trat er für Renault an. 2015 gewann er das 24-Stunden-Rennen von Le Mans. Sein Vertrag bei Renault wurde für 2020 nicht verlängert. Er kam jedoch zu Renneinsätzen bei Racing Point, da zunächst Sergio Pérez und später auch Lance Stroll aufgrund einer COVID-19-Erkrankung pausieren mussten. Auch in der Saison 2022 sprang er für den an COVID-19 erkrankten Sebastian Vettel im Aston Martin ein. 2023 und 2024 ging er für das Haas F1 Team an den Start. Seit 2025 fährt er für Sauber Motorsport, die zur Saison 2026 von Audi übernommen werden. Er ist der einzige deutsche Starter.

## Karriere
Hülkenberg begann seine Motorsportkarriere als Neunjähriger mit dem Kartsport. Mit 15 Jahren gewann er 2002 die deutsche Juniorenmeisterschaft mit zehn Siegen und ein Jahr später (2003) auch die deutsche Kartmeisterschaft (DKM).

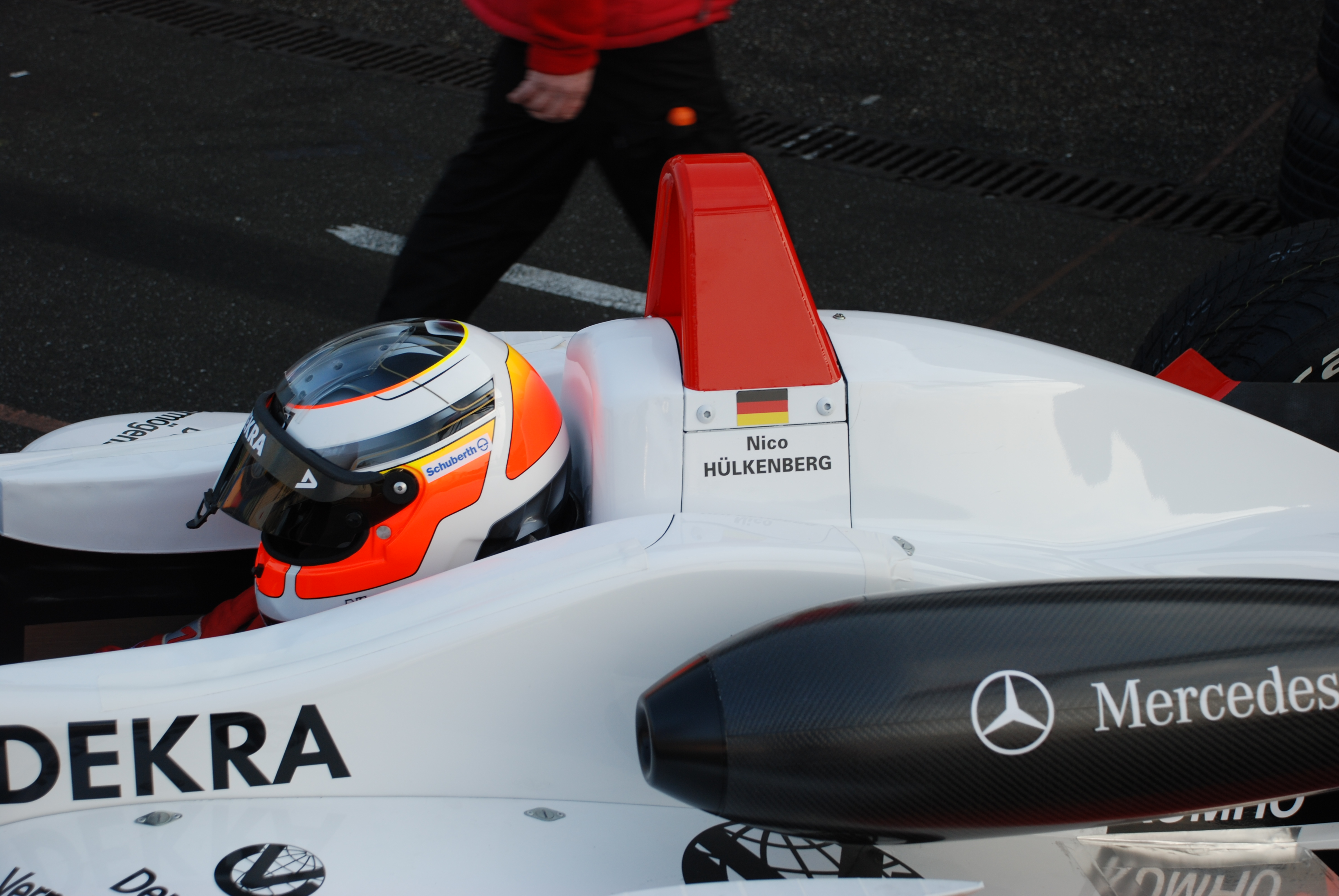
Hülkenberg im Dallara-Mercedes der Formel-3-Euroserie, 2008

2005 wechselte Hülkenberg in den Formelsport und stieg in die deutsche Formel BMW ein, wo er auf Anhieb mit acht Siegen Meister wurde. Beim anschließenden Formel-BMW-Weltfinale wurde er Dritter. 2006 startete er im deutschen Formel-3-Cup und war dort bereits in seinem vierten Rennen erstmals siegreich. In der Gesamtwertung belegte er den fünften Platz. Diese Leistungen verhalfen ihm zu einem Vertrag beim deutschen Team in der A1GP-Serie, das er im Winter 2006/2007 mit insgesamt neun Siegen zum Titel führte. Nur an einer Veranstaltung nahm er nicht teil.
Der nächste Karriereschritt war der Wechsel in die Formel-3-Euroserie, in der er 2007 für das französische Meisterteam ASM Formule 3 antrat. Während sein Teamkollege Romain Grosjean den Meistertitel einfuhr, gewann Hülkenberg vier Rennen und belegte als bester Neueinsteiger hinter Grosjean und Sébastien Buemi den dritten Gesamtrang. Außerdem gewann er das prestigeträchtige Formel-3-Masters in Zolder. Das Formel-1-Team Williams lud Hülkenberg daraufhin zu Testfahrten im Winter 2007/2008 ein. Er überzeugte den britischen Rennstall schnell von seinen Fähigkeiten und erhielt einen Testfahrervertrag für die Saison 2008.
Daneben absolvierte Hülkenberg für ASM, das inzwischen in ART Grand Prix umbenannt worden war, ein weiteres Jahr in der Formel-3-Euroserie und begann die Saison als einer der Titelfavoriten. Er erfüllte die Erwartungen und gewann den Meistertitel mit sechs Siegen bereits ein Rennwochenende vor Schluss. Am letzten Rennwochenende schloss er die Saison mit einem weiteren Sieg ab.

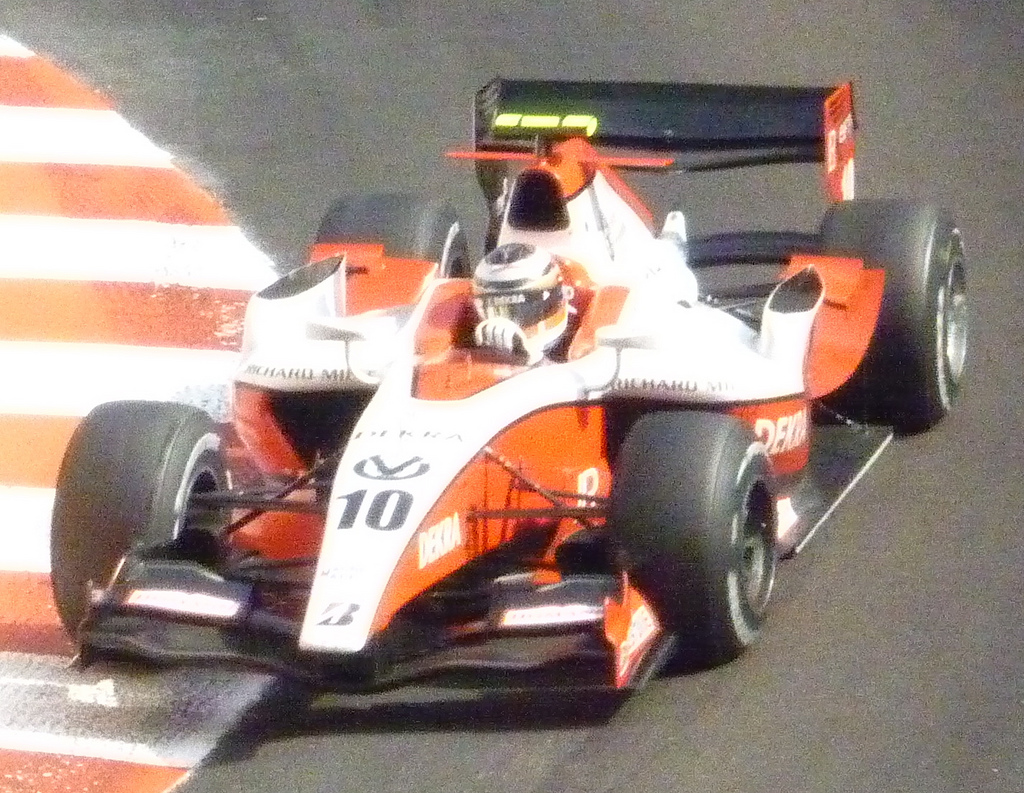
Hülkenberg wurde 2009 Meister der GP2-Serie

Im anschließenden Winter 2008/2009 startete er für ART Grand Prix bei vier Rennen der GP2-Asia-Serie und beendete alle Rennen unter den besten vier Piloten. Obwohl er an weniger als der Hälfte der Rennen teilgenommen hatte, belegte er in der Gesamtwertung den sechsten Platz. In der anschließenden Saison der GP2-Serie, die größtenteils im Rahmenprogramm der Formel 1 ausgetragen wurde, blieb Hülkenberg bei ART Grand Prix und erhielt mit Pastor Maldonado einen routinierten Teamkollegen. Nachdem er schon zweimal auf dem Podest gestanden hatte, übernahm er beim fünften Saisonlauf auf dem Nürburgring mit zwei Siegen, zwei schnellsten Runden und der Pole-Position die Führung in der Meisterschaft vor seinem ehemaligen Formel-3-Rivalen Grosjean. Mit weiteren Siegen in Budapest, Valencia und Portimão gewann er den Titel und wurde zudem der fünfte Fahrer in der GP2-Serie, der mindestens 100 Punkte in einer Saison erzielte. Hülkenbergs größter Konkurrent, Romain Grosjean, hatte die GP2-Serie vorzeitig verlassen und war in die Formel 1 gewechselt.

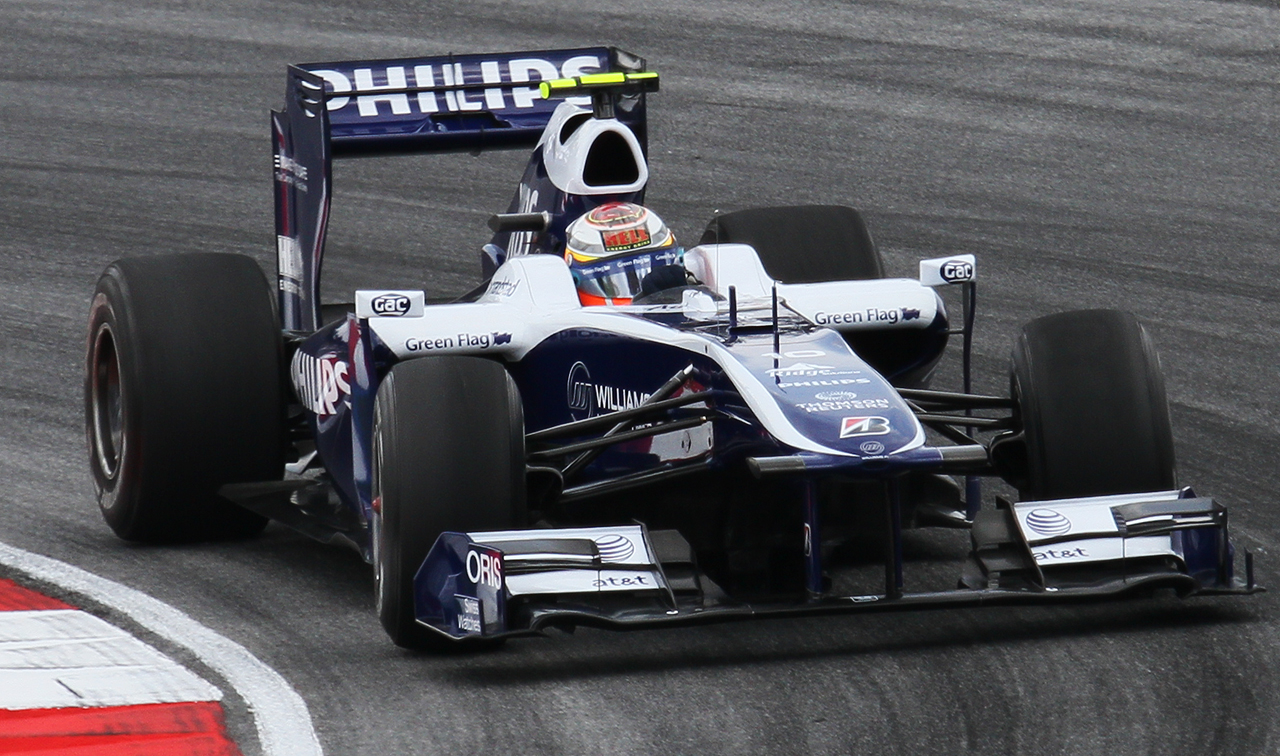
Hülkenberg im Williams beim Großen Preis von Malaysia 2010

Nachdem Hülkenberg auch 2009 als Testfahrer für Williams aktiv gewesen war, erhielt er 2010 ein Stammcockpit im Williams, wo er Teamkollege von Rubens Barrichello wurde. Bereits bei seinem dritten Grand Prix in Malaysia holte er als Zehnter seinen ersten Weltmeisterschaftspunkt. Beim Großen Preis von Ungarn erzielte er als Sechster seine beste Saisonplatzierung. Beim Großen Preis von Brasilien erzielte Hülkenberg in seinem 18. Qualifying seine erste und einzige Pole-Position in der Formel 1. Er kam am besten mit der abtrocknenden Strecke zurecht und hatte über eine Sekunde Vorsprung auf den zweitplatzierten Sebastian Vettel. Im Rennen gelang es ihm nicht die Führungsposition zu verteidigen. Schon beim Start musste er die erste Position an Vettel abgeben. Hülkenberg kam auf dem achten Platz ins Ziel. In der zweiten Saisonhälfte kam er mehrfach in die Punkteränge und beendete die Saison auf dem 14. Platz in der Fahrerweltmeisterschaft. Zwar lag er in der Gesamtwertung hinter seinem Teamkollegen, in der zweiten Saisonhälfte setzte er sich aber mehrmals gegen Barrichello durch.
Nach dem letzten Rennen der Saison 2010 gab Hülkenberg bekannt, dass er in der Saison 2011 nicht mehr für Williams antreten werde. Im Januar 2011 wurde er als Test- und Ersatzfahrer von Force India für die Saison 2011 unter Vertrag genommen. In dieser Funktion nahm er an einigen Freitagstrainings teil. Zur Saison 2012 wurde Hülkenberg bei Force India ins Stammcockpit befördert. Sein Teamkollege wurde Paul di Resta. Er ersetzte damit seinen Landsmann Adrian Sutil. Nachdem er beim Saisonauftakt bereits in der ersten Runde ausgeschieden war, erreichte er beim zweiten Rennen in Malaysia auf dem neunten Platz das Ziel. Beim Großen Preis von Europa erzielte er mit dem fünften Platz seine bis dahin beste Platzierung in der Formel 1. Beim Großen Preis von Belgien übertraf er dieses Ergebnis mit dem vierten Platz. Beim letzten Saisonrennen, dem Großen Preis von Brasilien, lag Hülkenberg bei zeitweisem Regen einige Runden in Führung. Im Zweikampf um die Spitze mit Lewis Hamilton kam es zu einer Kollision, für die Hülkenberg mit einer Durchfahrtsstrafe belegt wurde. Er kam schließlich auf dem fünften Platz ins Ziel. Die Saison schloss er auf dem elften Platz der Fahrerweltmeisterschaft ab und setzte sich mit 63 zu 46 Punkten gegen seinen Teamkollegen di Resta durch.

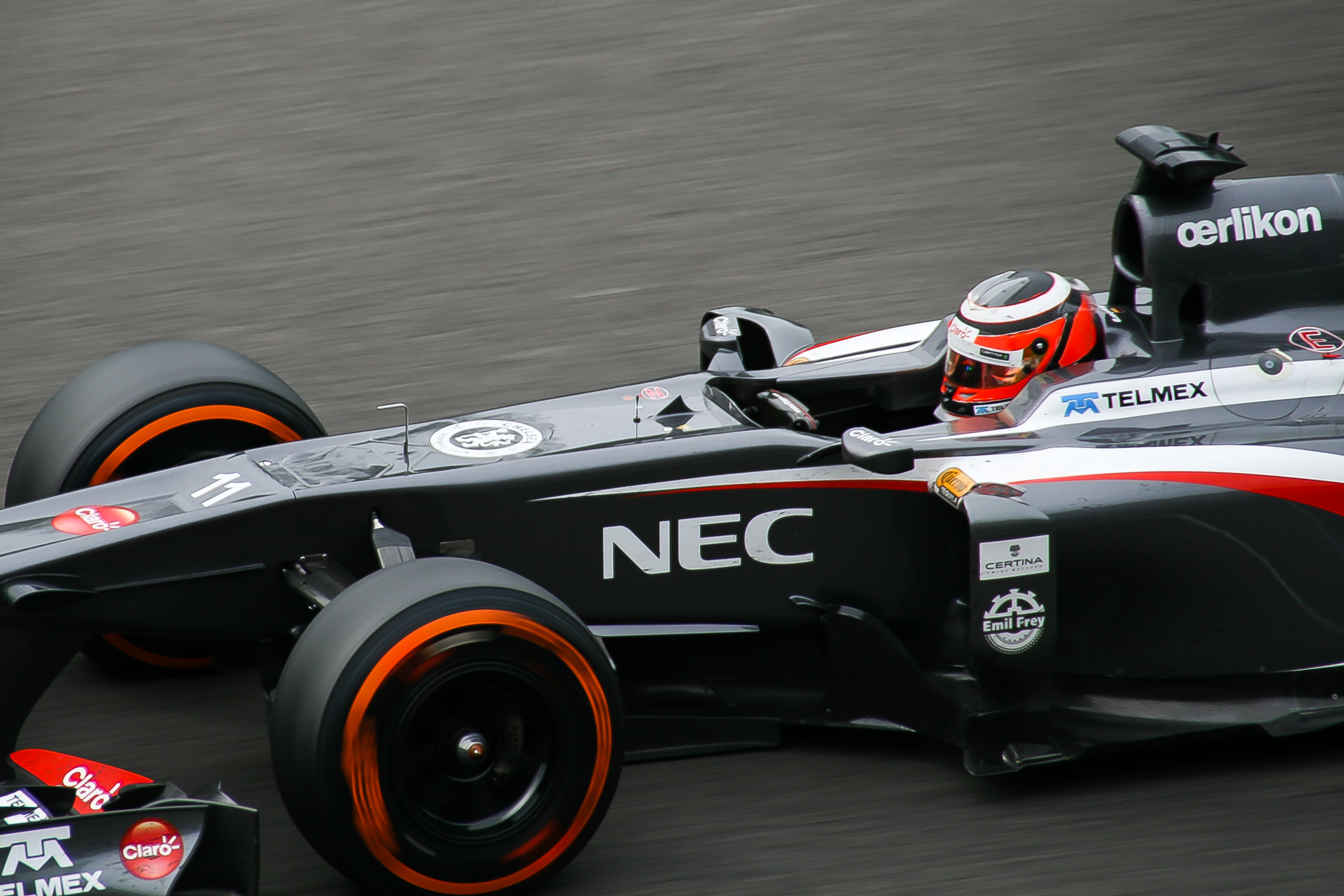
Nico Hülkenberg im Sauber C32 beim Großen Preis von Belgien 2013

Zur Formel-1-Weltmeisterschaft 2013 wechselte Hülkenberg zu Sauber. Zum ersten Grand Prix in Australien trat Hülkenberg wegen technischer Probleme nicht zum Start an. Bei seinem ersten Start für Sauber in Malaysia wurde er schließlich Achter. Ein Rennen später in China führte er vorübergehend das Rennen an. Er kam auf dem zehnten Platz ins Ziel. Nachdem Hülkenberg in den nächsten acht Rennen nie über einen zehnten Platz hinaus gekommen war, wurde er in Italien Fünfter. Beim Großen Preis von Korea fuhr Hülkenberg erneut im vorderen Feld mit. Nachdem er in der ersten Rennhälfte Fernando Alonso hinter sich gehalten hatte, gelang ihm selbiges in der zweiten Rennhälfte mit Hamilton. Hülkenberg wurde Vierter. Hülkenberg beendete die Saison auf dem zehnten Platz und setzte sich mit 51 zu 6 Punkten deutlich gegen seinen Teamkollegen Esteban Gutiérrez durch.
Nach einer Saison bei Sauber kehrte Hülkenberg 2014 zu Force India zurück. Er erhielt einen Vertrag für zwei Jahre bei dem Rennstall und wurde Teamkollege von Sergio Pérez. Bei der Einführung der permanenten Formel-1-Startnummern wählte er die #27. Nach einem sechsten Platz beim Saisonauftakt in Australien wurde er in Malaysia und Bahrain jeweils Fünfter. Damit lag Hülkenberg nach diesem Rennen mit 28 Punkten auf Platz 3 der Fahrerweltmeisterschaft. Zwei weitere fünfte Plätze erzielte er noch in Monaco und Kanada. Er lag am Saisonende auf dem neunten Gesamtrang. Intern setzte er sich mit 96 zu 59 Punkten gegen Pérez durch.

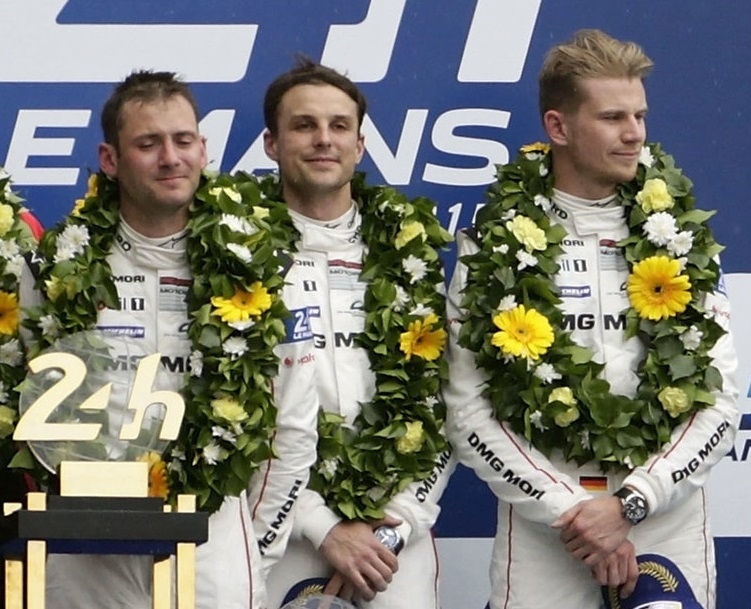
Nico Hülkenberg (rechts) auf dem Siegerpodest der ersten drei nach dem Sieg beim 24-Stunden-Rennen von Le Mans 2015

2015 blieben Hülkenberg und Pérez bei Force India. Mit drei sechsten Plätzen als beste Ergebnisse unterlag er intern Pérez mit 58 zu 78 Punkten und wurde Zehnter in der Gesamtwertung. Neben seinem Formel-1-Engagement ging Hülkenberg 2015 auch in der FIA-Langstrecken-Weltmeisterschaft (WEC) an den Start. Für Porsche trat er zu zwei Rennen in einem zusätzlichen LMP1-Fahrzeug an und debütierte beim 24-Stunden-Rennen von Le Mans. Dieses Rennen gewann er zusammen mit Earl Bamber und Nick Tandy. Für seine sportlichen Leistungen im Jahr 2015 wurde Hülkenberg vom ADAC zum deutschen Motorsportler des Jahres gewählt.
2016 absolvierte Hülkenberg eine weitere Saison für Force India. Ein vierter Platz beim Großen Preis von Belgien war sein bestes Ergebnis. Intern unterlag er mit 72 zu 101 Punkten erneut Pérez. Er erreichte den neunten Gesamtrang.
Hülkenberg stand ursprünglich bis Ende 2017 bei Force India unter Vertrag. Im Oktober 2016 wurde bekannt, dass er seinen Vertrag mit Force India zum Jahresende aufgelöst hat und zur Formel-1-Weltmeisterschaft 2017 zu Renault wechselte. Dort wurde er Teamkollege von Jolyon Palmer. Als bestes Einzelergebnis belegte er in dieser Saison den sechsten Rang in Spanien, Großbritannien, Belgien und Abu Dhabi. Am Saisonende belegte er mit 43 Punkten den zehnten Gesamtrang.
2018 blieb Hülkenberg bei Renault. Im Laufe der Saison erzielte er regelmäßig Top Ten-Platzierungen. Das beste Rennresultat war ein fünfter Platz in Deutschland. Am Saisonende lag er mit 69 Punkten auf dem siebten Gesamtrang und erreichte damit sein bisher bestes Resultat.

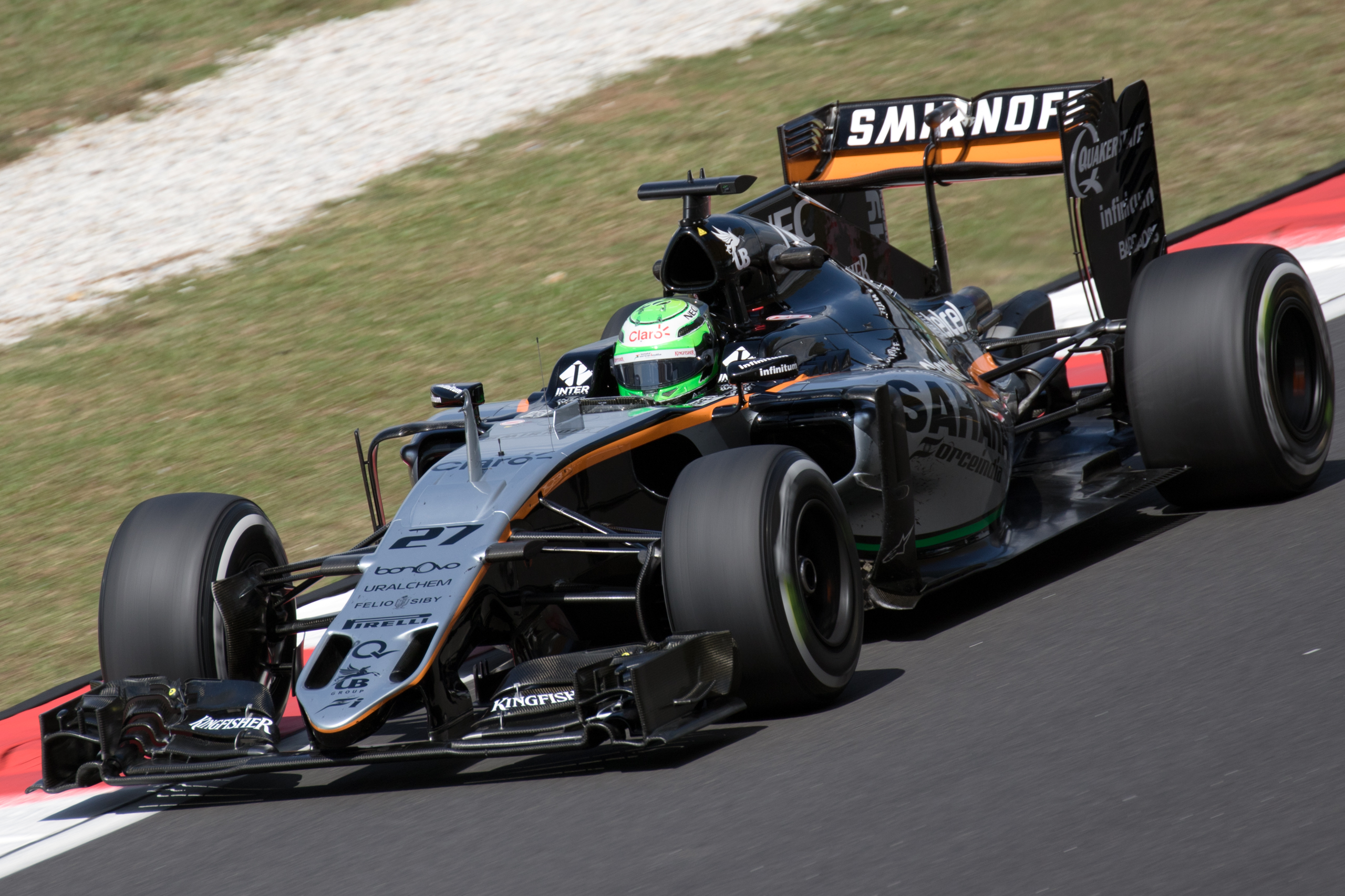
Hülkenberg 2016 im Training zum Großen Preis von Malaysia

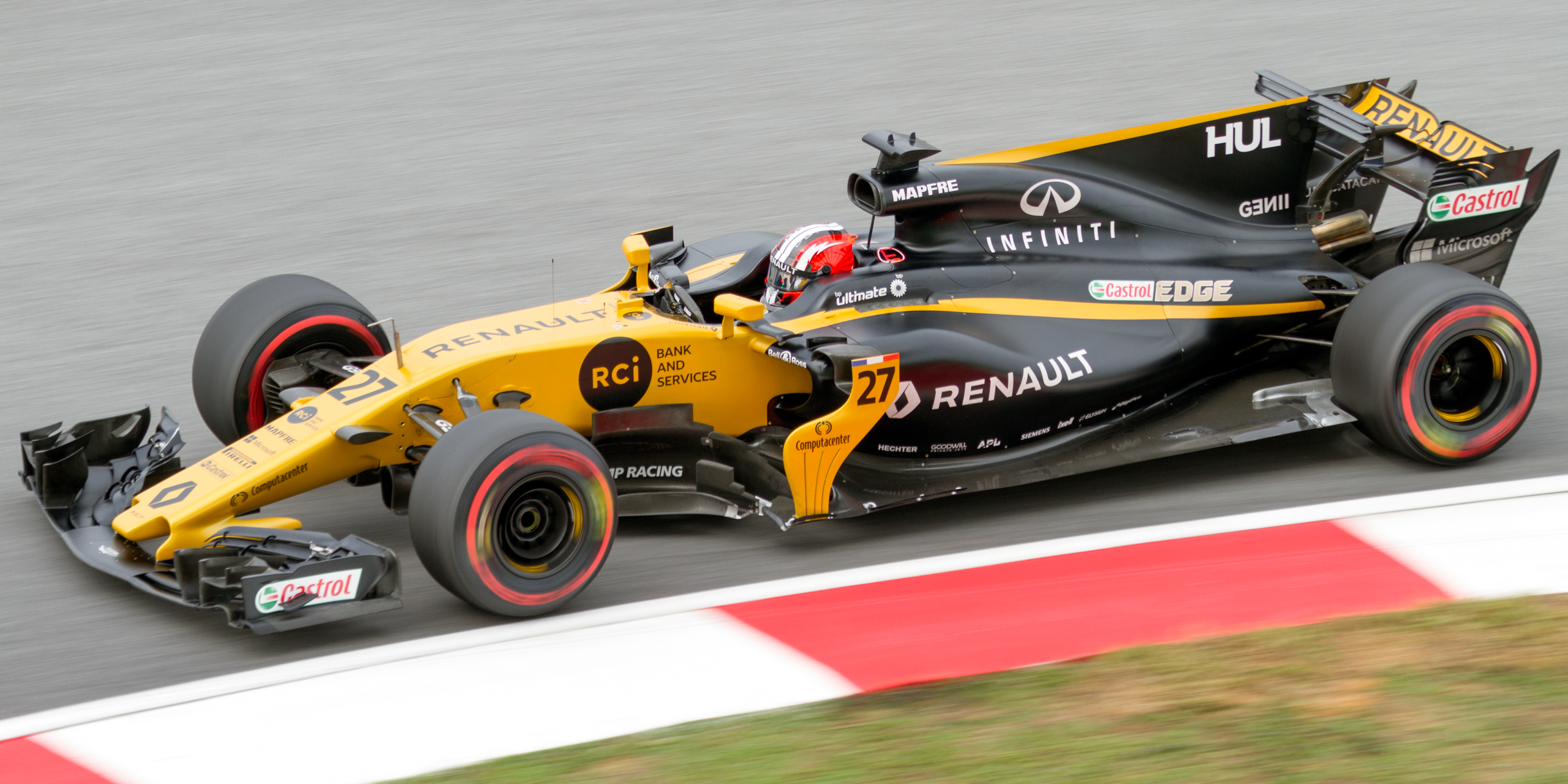
Hülkenberg im Renault R.S.17 beim Großen Preis von Malaysia 2017

In der Formel-1-Weltmeisterschaft 2019 absolvierte Hülkenberg seine dritte und bislang letzte Saison für Renault. Gegen Mitte der Saison wurde bekannt, dass sein auslaufender Vertrag mit Renault nicht verlängert wird und Nico Hülkenberg das Team zum Saisonende verlassen wird. Den Großen Preis von Japan beendete Hülkenberg als Zehnter, wurde jedoch aufgrund eines Protestes von Racing Point Tage darauf disqualifiziert. Am Saisonende belegte er den 14. Gesamtrang mit 37 Punkten.
In der Formel-1-Weltmeisterschaft 2020 fungierte er bei einigen Rennen als Experte bei Formel-1-Übertragungen des Senders RTL. Nachdem sein früherer Teamkollege Pérez im Vorfeld des Großen Preis von Großbritannien 2020 positiv auf das Virus SARS-CoV-2 getestet worden war, verpflichtete Racing Point Hülkenberg als Ersatzpilot. Aufgrund eines technischen Defekts konnte er jedoch am Rennen nicht teilnehmen. Nachdem Pérez vor dem Großen Preis des 70-jährigen Jubiläums erneut positiv getestet worden war, ersetzte Hülkenberg ihn auch bei diesem Grand Prix, den er als Siebter beendete. Im Vorfeld des nächsten Rennens in Spanien fiel Perez Corona-Test jedoch negativ aus, womit Hülkenberg wieder weichen musste. Beim Großen Preis der Eifel ersetzte Hülkenberg Lance Stroll im Racing Point. Der Kanadier hatte eine Magenverstimmung, die sich später als Teil einer COVID-19-Infektion herausstellte. Bei seinem Einsatz erreichte Hülkenberg, ohne ein freies Training und nur wenige Runden im Qualifying absolviert zu haben, einen achten Platz und wurde zum Fahrer des Tages gewählt. Er beendete die Saison auf dem 15. Platz der Fahrerwertung mit zehn Punkten.
In der Formel-1-Weltmeisterschaft 2021 wurde Hülkenberg Ersatzfahrer beim Mercedes AMG F1 Team und Aston Martin F1 Team. Außerdem wurde er TV-Experte für die Formel-1-Übertragungen auf ServusTV. Beim Saisonauftakt der Formel-1-Weltmeisterschaft 2022 in Bahrain ersetzte er Vettel beim Aston Martin F1 Team, nachdem dieser positiv auf das Coronavirus getestet worden war.
Am 17. November gab das Haas F1 Team bekannt, dass Nico Hülkenberg in der Saison 2023 für den Rennstall fahren wird. Dort ersetzt er Mick Schumacher, dessen Vertrag mit dem Rennstall nach zwei Jahren nicht verlängert wurde. Die ersten Punkte der Saison sammelte er beim dritten Saisonrennen in Australien mit einem siebten Rang. Weitere Punkte sammelte er mit einem sechsten Platz im Sprint in Österreich, nachdem er in der Qualifikation für den Sprint den vierten Platz erreichte. Mit dem Großen Preis von Mexiko 2023 absolvierte Hülkenberg seinen zweihundertsten Formel-1-Grand-Prix, welchen er auf dem 13. Platz beendete. Am Ende der Saison belegte er den 16. Platz in der Fahrerwertung mit neun Punkten. Damit lag er vor seinem Teamkollegen Magnussen, welcher 3 Punkte sammelte.

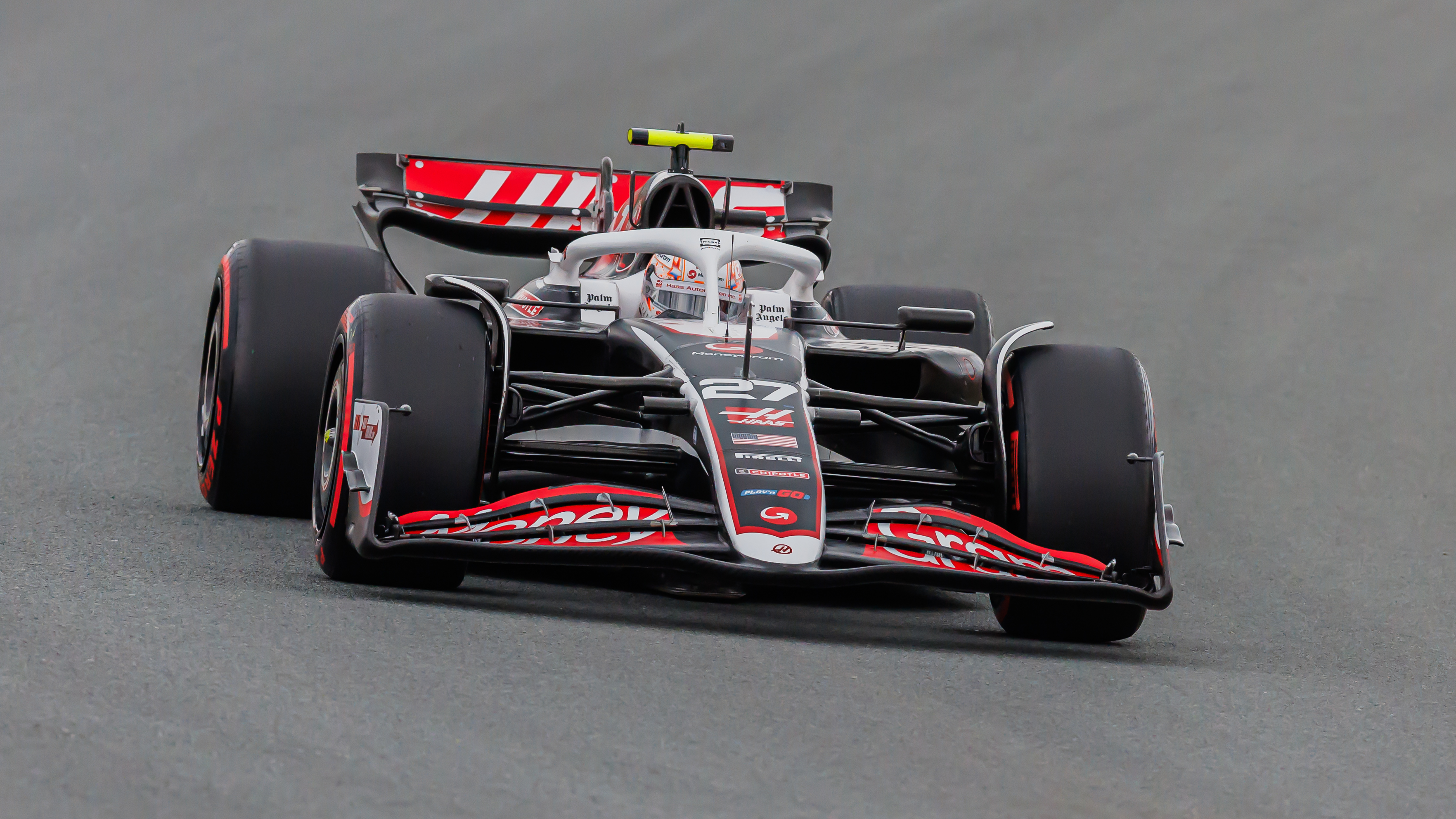
Hülkenberg im Haas 2024

2024 blieb er beim Team. Zu Beginn der Saison sammelte er in Saudi-Arabien und Australien als Zehnter und Neunter jeweils Punkte. In China belegte er anschließend den 10. Rang. Am 26. April und damit wenige Tage nach dem Rennen in China wurde bekanntgegeben, dass er ab der Saison 2025 für Sauber fahren wird. In Miami sammelte er im Sprint weitere Punkte. Anschließend folgten einige Rennwochenenden ohne Punkteplatzierungen. In Österreich sowie anschließend in Großbritannien belegte er jeweils den sechsten Rang. Dies waren zugleich die besten Einzelergebnisse der Saison. Weitere Top Ten-Platzierungen sammelte er in diesem Jahr in Singapur, den USA, Mexiko, Las Vegas, Katar und beim Saisonfinale in Abu Dhabi. Hülkenberg beendete die Saison als 11. in der Meisterschaft. Damit setzte sich er intern mit 41 zu 16 Punkten gegen Magnussen durch.

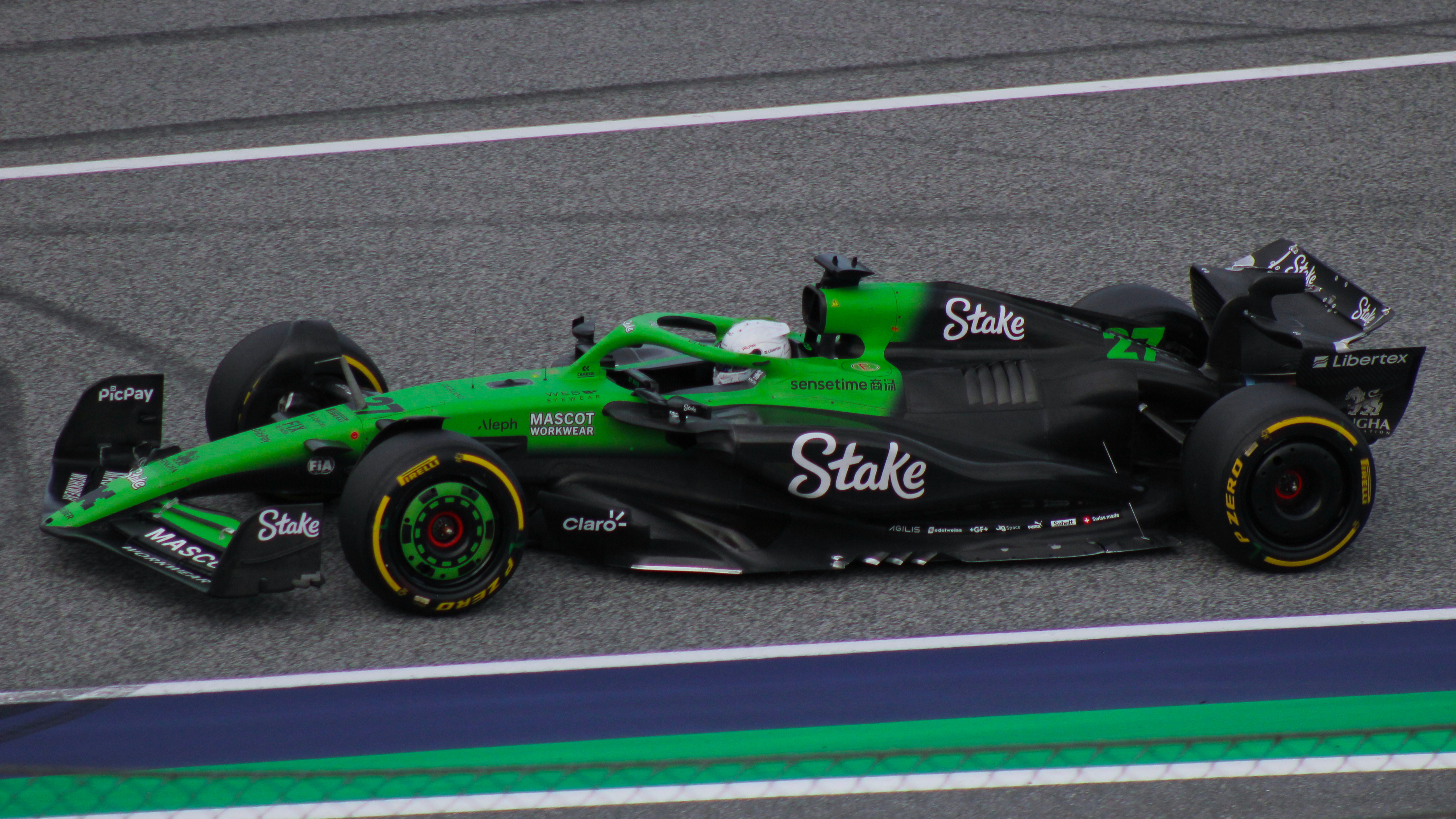
Hülkenberg im Kick Sauber C45 beim Großen Preis von Österreich 2025

Beim Saisonauftakt 2025 in Australien holte Hülkenberg mit Platz 7 direkt die ersten Punkte für sein neues Team. In den ersten Rennen der Saison zeigte sich, dass der Kick Sauber C45 noch nicht konkurrenzfähig war, um in die Punkte fahren zu können. Dazu wurde er beim GP von Bahrain disqualifiziert, da sein Unterboden zu stark verschlissen war. Erst ein großes Update zum GP von Spanien brachte die erhoffte Wende. Hülkenberg erzielte mit Platz 5 nach 7 Rennen wieder Punkte, dabei hatte er im Qualifying nur den 16. Startplatz erreichen können. Er überholte in der vorletzten Runde noch Lewis Hamilton. Mit P8 in Kanada und P9 in Österreich hinter seinem Teamkollegen Gabriel Bortoleto schaffte er es nun regelmäßig in die Punkte zu fahren.
Beim Großen Preis von Großbritannien holte Hülkenberg in seinem 239. Rennen mit dem dritten Platz sein erstes Podiumsergebnis in der Formel 1. Er gibt damit den „Rekord“ für die meisten Grand Prix-Teilnahmen ohne eine Podiumsplatzierung nach fast 8 Jahren wieder an seinen Landsmann Adrian Sutil zurück. Hülkenberg hatte den „Rekord“ beim GP von Singapur 2017 von Sutil übernommen.  Nach wie vor hält Hülkenberg den Rekord für die meisten Grand-Prix-Starts ohne Sieg.

## Persönliches
Hülkenbergs Vater betreibt in Emmerich die Hülkenberg Spedition KG, in der Sohn Nico eine Ausbildung zum Speditionskaufmann begann, jedoch nicht abgeschlossen hat.
Sein ehemaliger Manager Willi Weber betreute auch Michael und Ralf Schumacher.
Hülkenberg ist mit der Modedesignerin Egle Ruskyte verheiratet und wohnt in Monaco. Am 19. September 2020 wurde ihre Verlobung bekannt. Die Eheschließung wurde am 28. April 2021 bekanntgegeben. Am 24. September 2021 wurde Hülkenberg Vater einer Tochter. Er spricht fließend Niederländisch.

## Statistik

### Karrierestationen
- 1997–2004: Kartsport
- 2005: Deutsche Formel BMW (Meister)
- 2006: Deutsche Formel 3 (Platz 5)
- 2007: A1GP (Meister*)
- 2007: Formel-3-Euroserie (Platz 3)
- 2008: Formel-3-Euroserie (Meister)
- 2008: Formel 1 (Testfahrer)
- 2009: GP2-Asia-Serie (Platz 6)
- 2009: GP2-Serie (Meister)
- 2009: Formel 1 (Testfahrer)
- 2010: Formel 1 (Platz 14)
- 2011: Formel 1 (Testfahrer)
- 2012: Formel 1 (Platz 11)
- 2013: Formel 1 (Platz 10)
- 2014: Formel 1 (Platz 9)
- 2015: Formel 1 (Platz 10)
- 2015: WEC (Platz 9)
- 2016: Formel 1 (Platz 9)
- 2017: Formel 1 (Platz 10)
- 2018: Formel 1 (Platz 7)
- 2019: Formel 1 (Platz 14)
- 2020: Formel 1 (Platz 15)
- 2022: Formel 1 (Platz 22)
- 2023: Formel 1 (Platz 16)
- 2024: Formel 1 (Platz 11)

* Teamplatzierung

### Einzelergebnisse in der Formel-3-Euroserie
| Jahr | Team           | Motor         | 1   | 2   | 3   | 4   | 5   | 6   | 7   | 8   | 9   | 10  | 11  | 12  | 13  | 14  | 15  | 16  | 17  | 18  | 19  | 20  | Punkte | Rang |
| ---- | -------------- | ------------- | --- | --- | --- | --- | --- | --- | --- | --- | --- | --- | --- | --- | --- | --- | --- | --- | --- | --- | --- | --- | ------ | ---- |
| 2007 | ASM Formule 3  | Mercedes-Benz | HO1 | HO1 | BRH | BRH | NOR | NOR | MAG | MAG | MUG | MUG | ZAN | ZAN | NÜR | NÜR | CAT | CAT | NOG | NOG | HO2 | HO2 | 72     | 3.   |
| 2007 | ASM Formule 3  | Mercedes-Benz | 2   | 7   | 4   | 6   | DNF | 1   | DNF | 14  | 21  | 14  | 6   | 1   | 1   | 4   | 2   | 8   | 3   | 3   | 1   | 7   | 72     | 3.   |
| 2008 | ART Grand Prix | Mercedes-Benz | HO1 | HO1 | MUG | MUG | PAU | PAU | NOR | NOR | ZAN | ZAN | NÜR | NÜR | BRH | BRH | CAT | CAT | LMS | LMS | HO2 | HO2 | 85     | 1.   |
| 2008 | ART Grand Prix | Mercedes-Benz | DNF | DNF | 1   | 5   | DNF | 16  | 1   | DNF | 1   | 13  | 1   | 4   | 1   | 5   | 1   | DNF | 24  | 8   | 1   | 3   | 85     | 1.   |

### Einzelergebnisse in der GP2-Asia-Serie
| Jahr      | Team           | 1   | 2   | 3   | 4   | 5   | 6   | 7   | 8   | 9   | 10  | 11  | 12  | Punkte | Rang |
| --------- | -------------- | --- | --- | --- | --- | --- | --- | --- | --- | --- | --- | --- | --- | ------ | ---- |
| 2008/2009 | ART Grand Prix | CHN | CHN | UAE | UAE | BRN | BRN | QAT | QAT | MAS | MAS | BRN | BRN | 27     | 6.   |
| 2008/2009 | ART Grand Prix |     |     |     |     | 4   | 4   | 1   | 3   |     |     |     |     | 27     | 6.   |

### Einzelergebnisse in der GP2-Serie
| Jahr | Team           | 1   | 2   | 3   | 4   | 5   | 6   | 7   | 8   | 9   | 10  | 11  | 12  | 13  | 14  | 15  | 16  | 17  | 18  | 19  | 20  | Punkte | Rang |
| ---- | -------------- | --- | --- | --- | --- | --- | --- | --- | --- | --- | --- | --- | --- | --- | --- | --- | --- | --- | --- | --- | --- | ------ | ---- |
| 2009 | ART Grand Prix | ESP | ESP | MON | MON | TUR | TUR | GBR | GBR | GER | GER | HUN | HUN | EUR | EUR | BEL | BEL | ITA | ITA | POR | POR | 100    | 1.   |
| 2009 | ART Grand Prix | 9   | 14  | 5   | 3   | 5   | 4   | 3   | 5   | 1   | 1   | 1   | 7   | 2   | 1   | 2   | DNF | 6   | 3   | 1   | 16  | 100    | 1.   |

### Statistik in der Formel-1-Weltmeisterschaft
Diese Statistik umfasst alle Teilnahmen des Fahrers an der Formel-1-Weltmeisterschaft.

#### Gesamtübersicht
(Stand: Großer Preis von Ungarn, 3. August 2025)
| Saison | Team                                  | Chassis            | Motor                 | Rennen | Siege | Zweiter | Dritter | Poles | schn. Rennrunden | Punkte | WM-Pos. |
| ------ | ------------------------------------- | ------------------ | --------------------- | ------ | ----- | ------- | ------- | ----- | ---------------- | ------ | ------- |
| 2010   | AT&T Williams                         | Williams FW32      | Cosworth 2.4 V8       | 19     | –     | –       | –       | 1     | –                | 22     | 14.     |
| 2012   | Sahara Force India F1 Team            | Force India VJM05  | Mercedes-Benz 2.4 V8  | 20     | –     | –       | –       | –     | 1                | 63     | 11.     |
| 2013   | Sauber F1 Team                        | Sauber C32         | Ferrari 2.4 V8        | 18     | −     | −       | −       | −     | −                | 51     | 10.     |
| 2014   | Sahara Force India F1 Team            | Force India VJM07  | Mercedes 1.6 V6 Turbo | 19     | −     | −       | −       | −     | −                | 96     | 9.      |
| 2015   | Sahara Force India F1 Team            | Force India VJM08  | Mercedes 1.6 V6 Turbo | 18     | −     | −       | −       | −     | −                | 58     | 10.     |
| 2016   | Sahara Force India F1 Team            | Force India VJM09  | Mercedes 1.6 V6 Turbo | 21     | −     | −       | −       | −     | 1                | 72     | 9.      |
| 2017   | Renault Sport F1 Team                 | Renault R.S.17     | Renault 1.6 V6 Turbo  | 20     | −     | −       | −       | −     | −                | 43     | 10.     |
| 2018   | Renault Sport F1 Team                 | Renault R.S.18     | Renault 1.6 V6 Turbo  | 21     | −     | −       | −       | −     | −                | 69     | 7.      |
| 2019   | Renault F1 Team                       | Renault R.S.19     | Renault 1.6 V6 Turbo  | 21     | −     | −       | −       | −     | −                | 37     | 14.     |
| 2020   | BWT Racing Point F1 Team              | Racing Point RP20  | Mercedes 1.6 V6 Turbo | 2      | −     | −       | −       | −     | −                | 10     | 15.     |
| 2022   | Aston Martin Aramco Cognizant F1 Team | Aston Martin AMR22 | Mercedes 1.6 V6 Turbo | 2      | –     | –       | –       | –     | –                | 0      | 22.     |
| 2023   | MoneyGram Haas F1 Team                | Haas VF-23         | Ferrari 1.6 V6 Turbo  | 22     | –     | –       | –       | –     | –                | 9      | 16.     |
| 2024   | MoneyGram Haas F1 Team                | Haas VF-24         | Ferrari 1.6 V6 Turbo  | 24     | –     | –       | –       | –     | –                | 41     | 11.     |
| 2025   | Stake F1 Team Kick Sauber             | KICK Sauber C45    | Ferrari 1.6 V6 Turbo  | 14     | −     | −       | 1       | −     | −                | 37     | 9.      |
| Gesamt | Gesamt                                | Gesamt             | Gesamt                | 241    | –     | –       | 1       | 1     | 2                | 608    |         |

#### Einzelergebnisse
| Saison | 1   | 2   | 3   | 4   | 5   | 6   | 7   | 8   | 9    | 10  | 11 | 12  | 13  | 14  | 15  | 16  | 17  | 18 | 19  | 20  | 21  | 22   | 23 | 24 |
| ------ | --- | --- | --- | --- | --- | --- | --- | --- | ---- | --- | -- | --- | --- | --- | --- | --- | --- | -- | --- | --- | --- | ---- | -- | -- |
| 2010   |     |     |     |     |     |     |     |     |      |     |    |     |     |     |     |     |     |    |     |     |     |      |    |    |
| 14     | DNF | 10  | 15  | 16  | DNF | 17  | 13  | DNF | 10   | 13  | 6  | 14  | 7   | 10  | DNF | 10  | 8   | 16 |     |     |     |      |    |    |
| 2012   |     |     |     |     |     |     |     |     |      |     |    |     |     |     |     |     |     |    |     |     |     |      |    |    |
| DNF    | 9   | 15  | 12  | 10  | 8   | 12  | 5   | 12  | 9    | 11  | 4  | 21* | 14  | 7   | 6   | 8   | DNF | 8  | 5   |     |     |      |    |    |
| 2013   |     |     |     |     |     |     |     |     |      |     |    |     |     |     |     |     |     |    |     |     |     |      |    |    |
| DNS    | 8   | 10  | 12  | 15  | 11  | DNF | 10  | 10  | 11   | 13  | 5  | 9   | 4   | 6   | 19* | 14  | 6   | 8  |     |     |     |      |    |    |
| 2014   |     |     |     |     |     |     |     |     |      |     |    |     |     |     |     |     |     |    |     |     |     |      |    |    |
| 6      | 5   | 5   | 6   | 10  | 5   | 5   | 9   | 8   | 7    | DNF | 10 | 12  | 9   | 8   | 12  | DNF | 8   | 6  |     |     |     |      |    |    |
| 2015   |     |     |     |     |     |     |     |     |      |     |    |     |     |     |     |     |     |    |     |     |     |      |    |    |
| 7      | 14  | DNF | 13  | 15  | 11  | 8   | 6   | 7   | DNF  | DNS | 7  | DNF | 6   | DNF | DNF | 7   | 6   | 7  |     |     |     |      |    |    |
| 2016   |     |     |     |     |     |     |     |     |      |     |    |     |     |     |     |     |     |    |     |     |     |      |    |    |
| 7      | 15  | 15  | DNF | DNF | 6   | 8   | 9   | 19* | 7    | 10  | 7  | 4   | 10  | DNF | 8   | 8   | DNF | 7  | 7   | 7   |     |      |    |    |
| 2017   |     |     |     |     |     |     |     |     |      |     |    |     |     |     |     |     |     |    |     |     |     |      |    |    |
| 11     | 12  | 9   | 8   | 6   | DNF | 8   | DNF | 13  | 6    | 17* | 6  | 13  | DNF | 16  | DNF | DNF | DNF | 10 | 6   |     |     |      |    |    |
| 2018   |     |     |     |     |     |     |     |     |      |     |    |     |     |     |     |     |     |    |     |     |     |      |    |    |
| 7      | 6   | 6   | DNF | DNF | 8   | 7   | 9   | DNF | 6    | 5   | 12 | DNF | 13  | 10  | 12  | DNF | 6   | 6  | DNF | DNF |     |      |    |    |
| 2019   |     |     |     |     |     |     |     |     |      |     |    |     |     |     |     |     |     |    |     |     |     |      |    |    |
| 7      | 17* | DNF | 14  | 13  | 13  | 7   | 8   | 13  | 10   | DNF | 12 | 8   | 5   | 9   | 10  | DSQ | 10  | 9  | 15  | 12  |     |      |    |    |
| 2020   |     |     |     |     |     |     |     |     |      |     |    |     |     |     |     |     |     |    |     |     |     |      |    |    |
|        |     |     | DNS | 7   |     |     |     |     |      | 8   |    |     |     |     |     |     |     |    |     |     |     |      |    |    |
| 2022   |     |     |     |     |     |     |     |     |      |     |    |     |     |     |     |     |     |    |     |     |     |      |    |    |
| 17     | 12  |     |     |     |     |     |     |     |      |     |    |     |     |     |     |     |     |    |     |     |     |      |    |    |
| 2023   |     |     |     |     |     |     |     |     |      |     |    |     |     |     |     |     |     |    |     |     |     |      |    |    |
| 15     | 12  | 7   | 17  | 15  | C   | 17  | 15  | 15  | DNF6 | 13  | 14 | 18  | 12  | 17  | 13  | 14  | 16  | 11 | 13  | 12  | 19* | 15   |    |    |
| 2024   |     |     |     |     |     |     |     |     |      |     |    |     |     |     |     |     |     |    |     |     |     |      |    |    |
| 16     | 10  | 9   | 11  | 10  | 117 | 11  | DNF | 11  | 11   | 6   | 6  | 13  | 18  | 11  | 17  | 11  | 9   | 8  | 9   | DSQ | 8   | DNF7 | 8  |    |
| 2025   |     |     |     |     |     |     |     |     |      |     |    |     |     |     |     |     |     |    |     |     |     |      |    |    |
| 7      | 15  | 16  | DSQ | 15  | 14  | 12  | 16  | 5   | 8    | 9   | 3  | 12  | 13  |     |     |     |     |    |     |     |     |      |    |    |

| Legende  | Legende            | Legende                                                          |
| Farbe    | Abkürzung          | Bedeutung                                                        |
| -------- | ------------------ | ---------------------------------------------------------------- |
| Gold     | –                  | Sieg                                                             |
| Silber   | –                  | 2. Platz                                                         |
| Bronze   | –                  | 3. Platz                                                         |
| Grün     | –                  | Platzierung in den Punkten                                       |
| Blau     | –                  | Klassifiziert außerhalb der Punkteränge                          |
| Violett  | DNF                | Rennen nicht beendet (did not finish)                            |
| Violett  | NC                 | nicht klassifiziert (not classified)                             |
| Rot      | DNQ                | nicht qualifiziert (did not qualify)                             |
| Rot      | DNPQ               | in Vorqualifikation gescheitert (did not pre-qualify)            |
| Schwarz  | DSQ                | disqualifiziert (disqualified)                                   |
| Weiß     | DNS                | nicht am Start (did not start)                                   |
| Weiß     | WD                 | zurückgezogen (withdrawn)                                        |
| Hellblau | PO                 | nur am Training teilgenommen (practiced only)                    |
| Hellblau | TD                 | Freitags-Testfahrer (test driver)                                |
| ohne     | DNP                | nicht am Training teilgenommen (did not practice)                |
| ohne     | INJ                | verletzt oder krank (injured)                                    |
| ohne     | EX                 | ausgeschlossen (excluded)                                        |
| ohne     | DNA                | nicht erschienen (did not arrive)                                |
| ohne     | C                  | Rennen abgesagt (cancelled)                                      |
| ohne     | keine WM-Teilnahme |                                                                  |
| sonstige | P/fett             | Pole-Position                                                    |
| sonstige | 1/2/3/4/5/6/7/8    | Punktplatzierung im Sprint-/Qualifikationsrennen                 |
| sonstige | SR/kursiv          | Schnellste Rennrunde                                             |
| sonstige | *                  | nicht im Ziel, aufgrund der zurückgelegten Distanz aber gewertet |
| sonstige | ()                 | Streichresultate                                                 |
| sonstige | unterstrichen      | Führender in der Gesamtwertung                                   |

### Le-Mans-Ergebnisse
| Jahr | Team         | Fahrzeug           | Teamkollege | Teamkollege | Platzierung | Ausfallgrund |
| ---- | ------------ | ------------------ | ----------- | ----------- | ----------- | ------------ |
| 2015 | Porsche Team | Porsche 919 Hybrid | Nick Tandy  | Earl Bamber | Gesamtsieg  |              |

### Einzelergebnisse in der FIA-Langstrecken-Weltmeisterschaft
| Saison | Team    | Rennwagen          | 1   | 2   | 3   | 4   | 5   | 6   | 7   | 8   |
| ------ | ------- | ------------------ | --- | --- | --- | --- | --- | --- | --- | --- |
| 2015   | Porsche | Porsche 919 Hybrid | SIL | SPA | LEM | NÜR | AUS | FUJ | SHA | BAH |
| 2015   | Porsche | Porsche 919 Hybrid |     | 6   | 1   |     |     |     |     |     |

### Rekorde
(Stand: Großer Preis von Großbritannien 2025)
- Meiste Rennen bis zum ersten Podium (239)[38]

## Ehrungen
- ADAC Junior-Motorsportler des Jahres 2008
- ADAC Motorsportler des Jahres 2015